# مارغو جيفرسون
مارغو جيفرسون (بالإنجليزية: Margo Jefferson)‏ هي صحفية أمريكية، ولدت في 17 أكتوبر 1947 في شيكاغو في الولايات المتحدة.